# كامفكشفادا 54
كامفكشفادا 54 «توتنكوبف» (تُلفظ بالألمانية: [kampfɡəʃvaːdɐ fiːɐ ʊntfʏnftsɪç]) (KG 54) كان جناح قاذفات قنابل للوفتفافه خلال الحرب العالمية الثانية. خدم على جميع الجبهات تقريبًا في المسرح الأوروبي حيث عملت لوفتفافه الألمانية.
تم تشكيله في مايو 1939. تم تجهيز جناح القاذفات بنوعين من أنواع القنابل المتوسطة الألمانية الرئيسية. الهينكل اتش 111 ويونكرز يو 88. تم منحها شارة جمجمة بشرية وعظمتين متقاطعتين، مع تقاطع العظام بشكل كبير خلف الجمجمة. تم عرض هذه الشارة لجناح القاذفات بالكامل أحيانًا على جهاز يشبه الدرع، ولكن غالبًا ما يتم تصويرها على نمط تمويه عادي. كان يحمل تشابهًا رسوميًا قريبًا بشكل لافت للنظر لما يشبه فرقة بانزر إس إس توتنكوبف الثالثة، والمعروفة باسم «فرقة رأس الموت». تم استلهام فكرة توتنكوبف من فونكفيكس السوداء.
بدأت KG 54 حملتها الأولى في سبتمبر 1939 عندما غزت القوات الألمانية بولندا، التي بدأت الحرب العالمية الثانية. لقد أمضت الحرب الزائفة في الراحة وإعادة التجديد على الرغم من أنها قامت بإسقاط المنشورات فوق فرنسا. في أبريل 1940، دعمت KG 54 لفترة وجيزة عملية فيزروبونغ، غزوات الدنمارك والنرويج. في مايو 1940، لعبت KG 54 دورًا حاسمًا ومثيرًا للجدل في فال جيلب، الهجوم الألماني على أوروبا الغربية. في 14 مايو 1940، عندما وصلت معركة هولندا إلى ذروتها، نفذت KG 54 روتردام بليتز، التي دمرت وسط المدينة وقتلت العديد من المدنيين. لعب الهجوم دورًا في استسلام الجيش الهولندي. استمرت KG 54 في دعم القوات الألمانية في معركة بلجيكا ومعركة فرنسا حتى استسلام الأخيرة في يونيو 1940.
من يوليو 1940 قاتلت في معركة بريطانيا تكبدت خسائر كبيرة وبعد ذلك في قصف لندن. كما قدمت KG 54 دعمًا ثلاثيًا إلى كريغسمارينه، البحرية الألمانية، معركة الأطلسي. من يونيو 1941 إلى أكتوبر 1942 قاتلت على الجبهة الشرقية بعد عملية بربروسا وغزو الاتحاد السوفياتي. في عام 1943، خدم في مسارح البحر الأبيض المتوسط والشرق الأوسط وأفريقيا. حارب KG 54 على الجبهة الإيطالية وشارك في عملية شتاينبوك فوق إنجلترا. دعمت القوات الألمانية على رؤوس الشواطئ في يونيو 1944 وخدم على الجبهة الغربية حتى أكتوبر 1944، عندما تم حل آخر مجموعات قاذفاتها. تم تحويل البعض إلى مجموعات مقاتلة، واستمروا في العمل في عام 1945.
تسبب هجوم KG 54 على روتردام في مايو 1940 في اتهامات بارتكاب جرائم حرب ولكن لم يتم توجيه أي اتهامات جنائية ضد ضباط الجناح أو أي ضابط كبير على مستوى الفيلق أو الأسطول الجوي. تمت مناقشة القصف في محاكمات نورمبرغ فيما يتعلق بسلوك كبار قادة لوفتفافه، ولا سيما هيرمان غورينغ، قائد لوفتفافه وألبرت كسلرنغ، قائد لوفتفلوت 2، الذي تم إرفاقه بـ KG 54. قرار قصف المدينة لا يزال مثيرا للجدل. لعب القرار الهولندي بعدم إعلان روتردام مدينة مفتوحة دورًا في الهجوم. على الرغم من استخدام KG 54 كأداة هجومية تدعم الحرب العدوانية، كانت المدينة منطقة قتال ولم ينتهك القصف اتفاقية لاهاي السارية آنذاك بشأن الحرب البرية، 1907.

## زمن الحرب

### الجبهة الغربية والقناة والجبهة الأطلسية
خلال وودها في فرنسا، حاولت II./KG 54 أيضًا دعم البارجة الألمانية بسمارك خلال عمليتها الأطلسية. انتقلت II. / KG 54 إلى لانيون في 26-28 مايو 1941. ومع ذلك، لم تتمكن الوحدة من التدخل قبل غرقها.

### الجبهة الغربية، غارات بيدكر
عاد II. / KG 54 لفترة وجيزة إلى السماء البريطانية عام 1942 في غارات بيديكير. بين 29 يوليو و 14 أغسطس 1942 فقدت 6 قاذفات قنابل في مهمات ضد بيدفورد (استهدفت مصنع سيارات)، برمنغهام، نورويتش، ساوثيند، هيستينغز ولوتن. عادت إلى الجبهة الشرقية في 17 أغسطس 1942.

## الضباط القادة
- أوبرست والتر لاكنر، 1 مايو 1939 - 19 مايو 1940 (أسرى الحرب)
- Oberstleutnant Otto Höhne ، 22 يونيو 1940 - 23 نوفمبر 1941
- Oberstleutnant Walter Marienfeld ، 23 نوفمبر 1941 - 1 أبريل 1943
- Oberstleutnant فولبري ريديسيل فريهير زو إيسنباخ، 1 أبريل 1943 - 27 فبراير 1945
- الرائد Hansgeorg Bätcher ، 27 فبراير 1945 - 8 مايو 1945

## قائمة المراجع
- Air Power History, Volumes 44-45, 1997.
- Bergstrom, Christer (2007a). Barbarossa – The Air Battle: July–December 1941. London: Chevron/Ian Allan. (ردمك 978-1-85780-270-2).
- Bergström, Christer (2007b). Stalingrad – The Air Battle: 1942 through January 1943. Midland Puplishing, Hinkley. (ردمك 978-1-85780-276-4)
- Bergström, Christer (2015). The Battle of Britain: An Epic Conflict Revisited. Casemate: Oxford. (ردمك 978-1612-00347-4).
- Bergström, Christer; Mikhailov, Andrey (2001). Black Cross / Red Star Air War Over the Eastern Front, Volume II, Resurgence January–June 1942. Pacifica, California: Pacifica Military History. (ردمك 978-0-935553-51-2).
- Buckley, John (1999). Air Power in the Age of Total War. university College London. (ردمك 978-1857285895)
- Boog, Horst, Krebs, Gerhart and Vogel, Detlef (2006).Germany and the Second World War: The strategic air war in Europe and the war in the West and East Asia 1943-1944. Oxford University Press. (ردمك 0198228899)
- Cull, Brian; Lander, Bruce; Weis, Heinrich (1999). Twelve Days in May. London: Grub Street Publishing (UK), (ردمك 978-1902304120)
- de Zeng, H.L; Stankey, D.G; Creek, E.J. Bomber Units of the Luftwaffe 1933-1945; A Reference Source, Volume 1. Ian Allan Publishing, 2007. (ردمك 978-1-85780-279-5)
- تريفور ن. دوبوي (1963). The Military History of World War II.: The air war in the West, September 1939-May 1941. Franklin Watts. (ردمك 978-0531012383)
- Dierich, Wolfgang (1995). Die Verbände der Luftwaffe 1935–1945 (in German). Verlag Heinz Nickel. (ردمك 3879434379).
- Goss, Chris. (2010). The Luftwaffe's Blitz: The Inside Story, November 1940—May 1941. Crecy, Manchester. (ردمك 978-0-85979-148-9)
- Goss, Chris (2007). Sea Eagles Volume Two: Luftwaffe Anti-Shipping Units 1942–45. Burgess Hill: Classic Publications. (ردمك 978-1-9032-2356-7).
- Frieser, Karl-Heinz (1995). Blitzkrieg-Legende: Der Westfeldzug 1940, Operationen des Zweiten Weltkrieges [The Blitzkrieg Myth: The Western Campaign in 1940, Operations of the Second World War] (in German). München: R. Oldenbourg. (ردمك 3-486-56124-3).
- Griehl, Manfred and Joachim Dressel. Heinkel He 177 – 277 – 274. Shrewsbury, UK: Airlife Publishing. (ردمك 1-85310-364-0).
- Hayward, Joel S (1998). Stopped At Stalingrad. Univ. of Kansas; Lawrence. (ردمك 978-0-7006-1146-1)
- Hohne, Joachim & Holden, Randall, (2004) "Glory Refused: Memoirs of a Teenage Rocket Pilot of the Third Reich" - Self Published.
- Hooton, E.R. (1994). Phoenix Triumphant: The Rise and Rise of the Luftwaffe. Arms & Armour, (ردمك 1854091816).
- Hooton, E.R. (1997). Eagle in Flames: The Fall of the Luftwaffe. Arms & Armour Press. (ردمك 1-86019-995-X)
- Jackson, Robert. Air War Over France, 1939-1940. Ian Allan, London. 1974. (ردمك 0-7110-0510-9)
- James, T.C.G and سيباستيان كوكس. The Battle of Britain. Frank Cass, London. 2000. (ردمك 978-0-7146-8149-8)
- Mackay, Ron (2011). The Last Blitz: Operation Steinbock, the Luftwaffe's Last Blitz on Britain – January to May 1944. Red Kite. (ردمك 978-0-9554735-8-6)
- Mason, Francis (1969). Battle Over Britain. McWhirter Twins, London. (ردمك 978-0-901928-00-9)
- ويليامسون موراي (1983). Strategy for Defeat: The Luftwaffe 1933–45. Brassey's, Washington. (ردمك 1-57488-125-6)
- Muller, Richard (1992). The German Air War in Russia. Nautical & Aviation Publishing. Baltimore, Maryland. (ردمك 1-877853-13-5)
- Parker, Nigel (2013). Luftwaffe Crash Archive: Volume 1: A Documentary History of Every Enemy Aircraft Brought Down Over the United Kingdom, September 1939 – 14 August 1940. Red Kite, London. (ردمك 978-1906592097)
- Radtke, Siegfried (1990). Kampfgeschwader 54 von der Ju52 zur Me 262, Eine Chronik nach Kriegstagebüchern, Dokumenten und Berichten 1935-1945. Schild Verlag München. (ردمك 978-3880140981)
- Rice, Earle (1997). The Nuremberg Trials. Lucent Books. (ردمك 978-1560062691)
- Wakefield, Ken (1999). Pfadfinder: Luftwaffe Pathfinder Operations Over Britain. NPI Media Group. (ردمك 978-0-75241-692-2)
- Shores, Christopher F.; Ring, Hans; Hess, William N. (1975). Fighters Over Tunisia. London, UK: Neville Spearman. (ردمك 978-0-85435-210-4).